# Leptotarsus (Habromastix) hilli
Leptotarsus (Habromastix) hilli is een tweevleugelige uit de familie langpootmuggen (Tipulidae). De soort komt voor in het Australaziatisch gebied.